# Museu Andy Warhol
El Museu Andy Warhol es troba a la costa nord de Pittsburgh, Pennsilvània, als Estats Units. És el museu més gran d'Amèrica del Nord dedicat a un sol artista. El museu conté una extensa col·lecció permanent d'art i arxius d'Andy Warhol, la icona de l'art pop nascut a Pittsburgh .
El Museu Andy Warhol és un dels quatre Museus Carnegie de Pittsburgh i és un projecte col·laboratiu de l'Institut Carnegie, la Fundació d'Art Dia i la Fundació Andy Warhol per a les Arts Visuals (AWFVA).

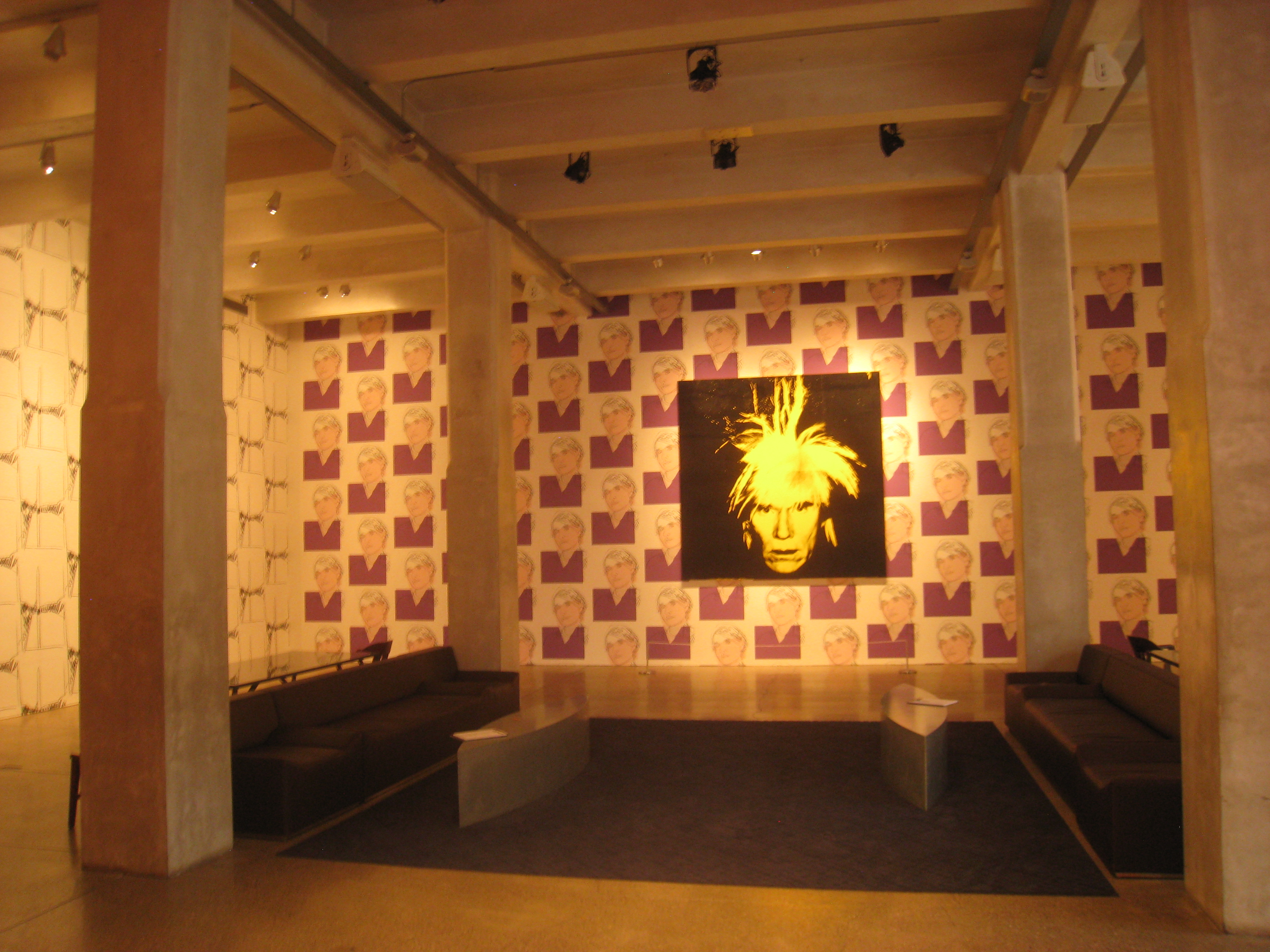
Exposició d'autoretrat de Warhol El 2010

El museu es troba en una instal·lació de 8.200 m² en set plantes. Amb 17 galeries, el museu compta amb 900 pintures, prop de 2.000 obres en paper, més de 1.000 gravats únics publicats, 77 escultures, 4.000 fotografies i més de 4.350 pel·lícules de Warhol i obres gravades en vídeo. El seu pressupost operatiu de 2010 va ser de 6,1 milions de dòlars. A més de la seva ubicació a Pittsburgh el museu ha patrocinat 56 exposicions itinerants que han atret prop de nou milions de visitants en 153 llocs a tot el món des de 1996.

## Història
Els plans per al museu van ser anunciats a l'octubre de 1989, aproximadament 2 anys i mig després de la mort de Warhol. En el moment de l'anunci, obres per un valor estimat de 80 milions de dòlars van ser donades al recentment anunciat museu per l'AWFVA i la Fundació Dia Art. Thomas N. Armstrong III, director del Museu Whitney d'Art Americà de 1974 a 1990, va ser nomenat el primer director del museu el 1993. Matt Wrbican es va unir al personal del museu abans que s'obrís, inventant les pertinences de Warhol a Nova York, i s'ha convertit en l'arxivista i expert en l'obra de Warhol.
El 1993, el magatzem industrial de 8.200 m² i les seves àmplies renovacions van costar al voltant de 12 milions de dòlars i l'AWFVA havia donat més de 1.000 obres de Warhol per valor de més de 55 milions de dòlars, una donació que va créixer fins prop de 3.000 obres.
Del 13 al 14 de maig de 1994, el museu va atreure uns 25.000 visitants al seu cap de setmana d'obertura. Armstrong, el seu director fundador, va dimitir nou mesos després de la seva obertura; en el moment de la seva renúncia, el museu havia tingut "relacions tenses" amb l'AWFVA i el Carnegie Institute, el seu patrocinador financer, tot i que The New York Times no va trobar ningú implicat que digués si aquesta fricció va tenir un paper en la renúncia d'Armstrong. L'1 de novembre de 1997, l'AWFVA va donar tots els drets d'autor de pel·lícules i vídeos de Warhol al museu.
El 2013, es va anunciar que a Manhattan, Nova York, en els esdeveniments de l'Essex Crossing al Lower East Side, s'havia programat l'obertura d'un annex al museu principal de Pittsburgh el 2017. Tanmateix, el març de 2015 el museu va anunciar que havia abandonat els seus plans per obrir l'annex de Nova York.
L'octubre de 2019, es va informar que una cinta d'àudio de música públicament desconeguda de Lou Reed, basada en el llibre de Warhol de 1975, The Philosophy of Andy Warhol: From A to B and Back Again, va ser descoberta en un arxiu del museu a Pittsburgh.

## Retrats de ficció

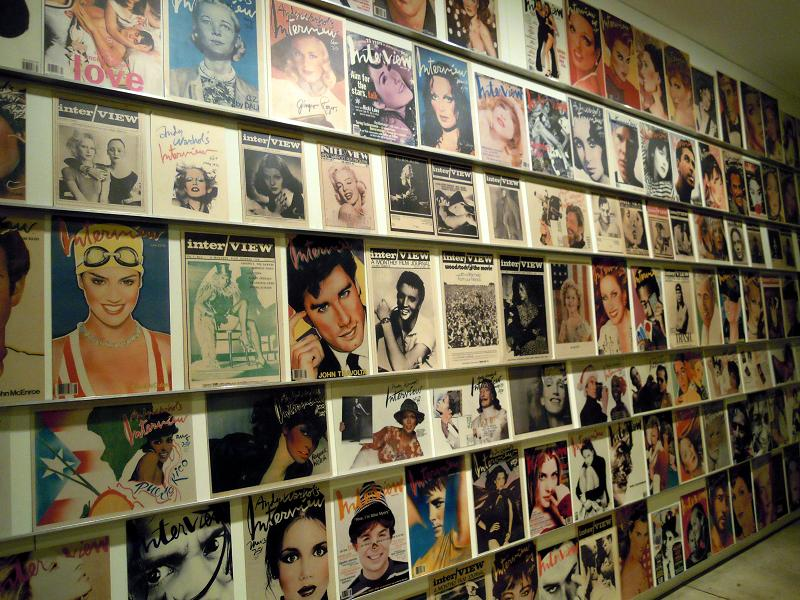
Exhibició de portades de la revista

La pel·lícula del 2010 She's Out of My League va filmar una escena clau al museu durant un esdeveniment nocturn. El tema de la pel·lícula va ser l'acollida de l'acte.